# Mwandishi
| Recensione | Giudizio |
| ---------- | -------- |
| AllMusic   | [ 4 ]    |

Mwandishi è un album discografico di Herbie Hancock, pubblicato dalla casa discografica Warner Bros. Records nel marzo del 1971.

## Tracce

### LP
Tutti i brani sono stati composti da Herbie Hancock, eccetto dove indicato.
Lato A
1. Ostinato (Suite for Angela) – 13:05
2. You'll Know When You Get There – 10:15

Lato B
1. Wandering Spirit Song – 21:30 (Julian Priester)

- La durata del brano Wandering Spirit Song sul vinile è riportata a 21:20 mentre sul retrocopertina dell'album a 21:30.

## Formazione
The Herbie Hancock Sextet
- Mwandishi / Herbie Hancock - piano fender rhodes
- Mchezaji / Buster Williams - basso
- Jabali / Billy Hart - batteria
- Mganga / Eddie Henderson - tromba, flicorno
- Mwile / Bennie Maupin - clarinetto basso, flauto contralto
- Pepo Mtoto / Julian Priester - tromboni

Altri musicisti
- Ndugu / Leon Chancler - batteria, percussioni
- José Chepito Areas - congas, timbales (brano: Ostinato (Suite for Angela))
- Ron Montrose - chitarra (brano: Ostinato (Suite for Angela))

Note aggiuntive
- David Rubinson - produttore
- Lee Weisel - produttore esecutivo
- Registrazioni effettuate al Wally Heider Recording Studios di San Francisco, California (Stati Uniti)
- Fred Catero (Catero Sound Company) - ingegnere delle registrazioni
- Aulikki Niitynen - assistente ingegnere delle registrazioni
- Bonnie Schiffman e Robin Mitchell - design copertina frontale album originale
- Edmund Shea - foto retrocopertina album originale[5]